# کوئینس
کوئینس (انگلیسی: Quince) یک رستوران سه ستارهٔ آمریکایی در سان فرانسیسکو است که در سال ۲۰۰۳ آغاز به‌کار کرد و متمرکز بر آشپزی کالیفرنیایی است. قیمت منوی مزه‌ها ۲۷۵ دلار برای هر نفر است. این رستوران در سال ۲۰۱۷، ششمین رستورانی در منطقه خلیج سان فرانسیسکو شد که سه ستارهٔ میشلن دریافت داشت. کوئینس در سال ۲۰۰۷ در نخستین نسخهٔ کتاب راهنمای میشلن منطقه خلیج سان فرانسیسکو یک ستاره میشلین، در سال ۲۰۱۴ دومین ستاره میشلن و در سال ۲۰۱۷ سومین ستاره میشلن خود را دریافت کرد. در سال ۲۰۱۱، بنیاد جیمز بیرد به مایکل تاسک جایزه بنیاد جیمز بیرد «بهترین سرآشپز -منطقه غرب آمریکا» را برای غذاهایش در کوئینس اعطا کرد. مایکل بائر، منتقد سابق رستوران سان فرانسیسکو کرونیکل، در سال ۲۰۱۵ به این رستوران چهار ستاره اهدا کرد و آن را در فهرست ۱۰۰ رستوران برتر سالانه سان فرانسیسکو کرونیکل گنجاند.